# Фонтаца (Болоња)
Фонтаца (итал. Fontazza) је насеље у Италији у округу Болоња, региону Емилија-Ромања.
Према процени из 2011. у насељу је живело 40 становника. Насеље се налази на надморској висини од 10 м.